# Isabelle Foerder
Isabelle Foerder (* 7. Juli 1979 in Zwickau) ist eine deutsche Leichtathletin im Behindertensport. Ihr Metier sind die Kurzstreckenläufe.

## Sportliche Erfolge
Bereits bei ihrem ersten internationalen Lauf überhaupt (Startklasse T/F37), im Alter von 16 Jahren, brachte die seit ihrer Geburt halbseitig links spastisch gelähmte Sprinterin von den Sommer-Paralympics 1996 in Atlanta zwei Silbermedaillen mit. Zahlreiche weitere Medaillen bei internationalen Wettbewerben folgten. 2003 stellte sie im bei den Europameisterschaften in Assen (Niederlande) einen Europarekord über die 100-Meter-Distanz auf. Sie wurde mehrfache Welt- und Europameisterin. Bei den Sommer-Paralympics 2000 in Sydney und bei den Sommer-Paralympics 2004 in Athen holte sie jeweils eine Silbermedaille über 100 Meter. Isabelle Foerder nahm auch an den Sommer-Paralympics 2008 in Peking, den Sommer-Paralympics 2012 in London, den Sommer-Paralympics 2016 in Rio sowie den Sommer-Paralympics 2020 in Tokio teil. Foerder startete bisher für die Vereine TSV Erfurt bzw. HSC Erfurt.
- Paralympics 1996: Silber über 100 und 200 m
- Paralympics 2000: Silber über 100 m
- Paralympics 2004: Silber über 100 m, Bronze über 200 m
- Europameisterschaften 2003: Gold über 100 m, Silber über 200 m
- Europameisterschaften 2003: Gold über 100 m, Silber über 200 m
- Weltmeisterschaften 1997, 1998, 2001, 2002: über 100, 200 m bzw. 4 × 100 m insgesamt 4 Goldmedaillen, 1 Silbermedaille, 3 Bronzemedaillen

## Auszeichnungen
- 2021: Thüringens Para-Sportlerin des Jahres[3]